# Ericaella longipes
Espèce
Synonymes
- Eutichurus longipes Chickering, 1937

Ericaella longipes est une espèce d'araignées aranéomorphes de la famille des Cheiracanthiidae.

## Distribution
Cette espèce est endémique du Panama. Elle se rencontre sur l'île Barro Colorado.

## Description
Le mâle décrit par Bonaldo en 1994 mesure 4,25 mm et la femelle 5,15 mm, les mâles mesurent de 4,20 à 5,20 mm et les femelles de 4,35 à 5,75 mm.

## Publication originale
- Chickering, 1937 : The Clubionidae of Barro Colorado Island, Panama. Transactions of the American Microscopical Society, vol. 56, no 1, p. 1-57.